# Campeonato Sul-Americano de Futebol de Salão de 1977
O Campeonato Sul-Americano de Futebol de Salão de 1977 foi a 6ª edição do Campeonato Sul-Americano de Futebol de Salão entre seleções nacionais, organizado pela Confederação Sul-Americana de Futebol de Salão e FIFUSA. Todos os jogos foram disputados na cidade de Porto Alegre, Brasil. 
O Brasil sagrou-se campeão batendo o Paraguai na final.

## Premiação
| Campeonato Sul-Americano de Futebol de Salão de 1977 |
| ---------------------------------------------------- |
| Brasil 5º Título                                     |

## Ranking final
|   | Brasil   |
|   | Paraguai |
|   | Colômbia |
| 4 | Uruguai  |